# Hruštínské podolí
Hruštínské podolí je geomorfologickou částí Oravské kotliny. Zabírá její západní část, jihozápadně od města Námestovo v námestovském okrese.

## Polohopis
Území se nachází v jihozápadním cípu Oravské kotliny, v údolí řeky Hruštínky a zčásti na dolním toku Bílé Oravy. Na severovýchodním okraji končí u břehu Oravské přehrady v blízkosti Námestova. V této části na Hruštínské podolí navazuje zbylá část Oravské kotliny, severně leží Podbeskydská vrchovina a zbytek území obklopuje Oravská Magura. Na západě je to podcelek Paráč, na jihu Kubínská hoľa a jihovýchodní okraj vymezuje podcelek Budín.
Osou území je říčka Hruštínka, směřující z jihozápadu na severovýchod, která u obce Lokca ústí do Bílé Oravy. Ta pokračuje severní částí podolí, u obce Oravská Jasenica přibírá řeku Veselianka a východním směrem ústí do Oravské přehrady.

## Doprava
Údolím Hruštínky vede v Hruštínském podolí důležitá komunikace, silnice I/78, spojující města Dolný Kubín a Námestovo. Při Lokci se na hlavní tah napojuje silnice II/520 z Oravské Lesné, která pokračuje v peáži a u Oravské Jasenice odbočuje do Vavrečky a Tvrdošína.  V Lokci v minulosti začínala úzkorozchodná Oravská lesní železnice.

## Turismus
Tato část Oravské kotliny slouží jako východisko výstupů do okolních pohoří. Návštěvníci regionu vyhledávají zejména horské polohy a také okolí Oravské přehrady, v zimním období lyžařská střediska. Území Hruštínského podolí vyhledávají horští cyklisté, pro které je Orava atraktivní oblastí s více i méně náročnými cestami.
Severozápadní okraj lemuje Chráněná krajinná oblast Horní Orava, na území Hruštínského podolí zasahuje v severní části v okolí ústí Bílé Oravy do Oravské přehrady.

### Turistické trasy
- červeně značená Evropská dálková trasa E3 vede hřebenem Oravské Magury v trase Kubínska hoľa – sedlo Príslop – Oravská přehrada, na kterou se připojují turistické trasy z Lokce () a Námestova ()
- po  modré trase:
  - z Vasiľova přes rozc. Vasiľovská kaplnka do Brezy
  - z Námestova na rozc. Pri studničke pod Magurkou
- po  zelené trase:
  - z Lokce přes Dolinu Grapa na Príslopec
  - z Lokce na Budín
- po  žluté trase z Hruštína na Minčol[2]